# Praça Lafayette (Washington, D.C.)
A Praça Lafayette é um parque público de sete acres (trinta mil m2) localizado no Parque do Presidente, Washington, D. C., Estados Unidos, diretamente ao norte da Casa Branca na Rua H, delimitado por Jackson Place a oeste, por Madison Place a leste e pela Avenida Pensilvânia ao sul. É nomeado em homenagem Gilbert du Motier, Marquês de Lafayette, um aristocrata francês e herói da Guerra Revolucionária Americana (1775-1783) e inclui várias estátuas de heróis revolucionários da Europa, incluindo Lafayette, e em seu centro uma famosa estátua do presidente dos Estados Unidos do início do século 19, o general Andrew Jackson a cavalo com os dois cascos dianteiros do cavalo levantados. A praça e as estruturas circundantes foram designadas como Distrito Histórico da Praça Lafayette em 1970.